# بياطس
بياطس قرية صغيرة تتبع ناحية أرمناز في منطقة حارم في محافظة إدلب في سوريا. تقع في الطرف الشمالي لسهل الروج.